# Japanska F3-mästerskapet 1999
Japanska F3-mästerskapet 1999 vanns av britten Darren Manning.

## Slutställning
| Plats | Förare             | Poäng |
| ----- | ------------------ | ----- |
| 1     | Darren Manning     | 60    |
| 2     | Toshihiro Kaneishi | 34    |
| 3     | Risto Virtanen     | 23    |
| 4     | Sébastien Philippe | 23    |
| 5     | Tsugio Matsuda     | 23    |
| 6     | Seiji Ara          | 20    |